# 溥佐
溥佐（1918年5月7日—2001年9月10日），爱新觉罗氏，号庸斋、松堪，满族，北京人。中国书画家。道光帝旻宁曾孙。

## 生平

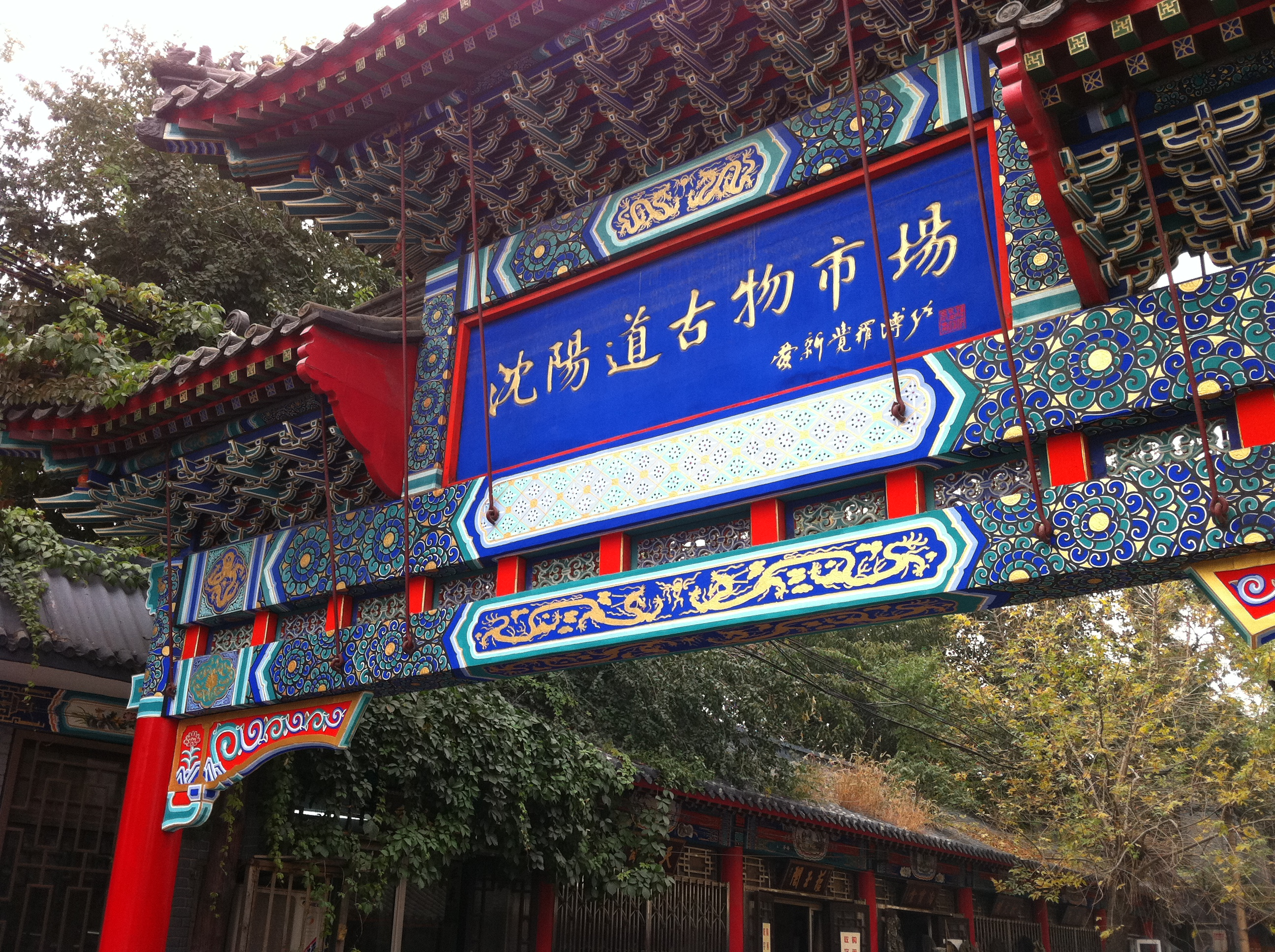
天津市和平区沈阳道古物市场，牌坊由溥佐题写

自幼酷爱书画。父亲载瀛，兄溥雪斋、溥毅斋、溥松窗都是书画家。1937年加入溥雪斋创办的松風畫會，與其他成員溥心畬、溥雪齋、溥毅齋、溥松窗、祁井西、啟功、葉仰曦、關松房等人多有宮廷背景，幾乎壟斷當時北京的書畫市場，因而被譽為「松風九友」。1944年与堂兄溥心畲合作在天津举办扇面展览。1946年任北京大学出版部职员。1952年加入中国画研究会。1959年任天津河北艺术师范学院国画讲师。后任天津美术学院副教授。中国美术家协会会员，第六届全国政协委员，天津市民族事务委员会副主任，民盟天津市委委员、天津市政协常委、天津市民委副主任、天津工业大学美术学院名誉院长。
作品多以花和动物为主。有《溥佐画集》出版。与孙其峰、张其翼合作出版《花鸟画范》，与孙其峰等人编绘出版《翎毛参考资料》等。病故于天津。